# Лергуца (Румунія)
Лергуца (рум. Lărguța) — село у повіті Бакеу в Румунії. Входить до складу комуни Ніколає-Белческу.
Село розташоване на відстані 233 км на північ від Бухареста, 13 км на південний захід від Бакеу, 95 км на південний захід від Ясс, 130 км на північний схід від Брашова.

## Населення
За даними перепису населення 2002 року у селі проживали 264 особи, усі — румуни. Усі жителі села рідною мовою назвали румунську.